# Frederik Ruysch

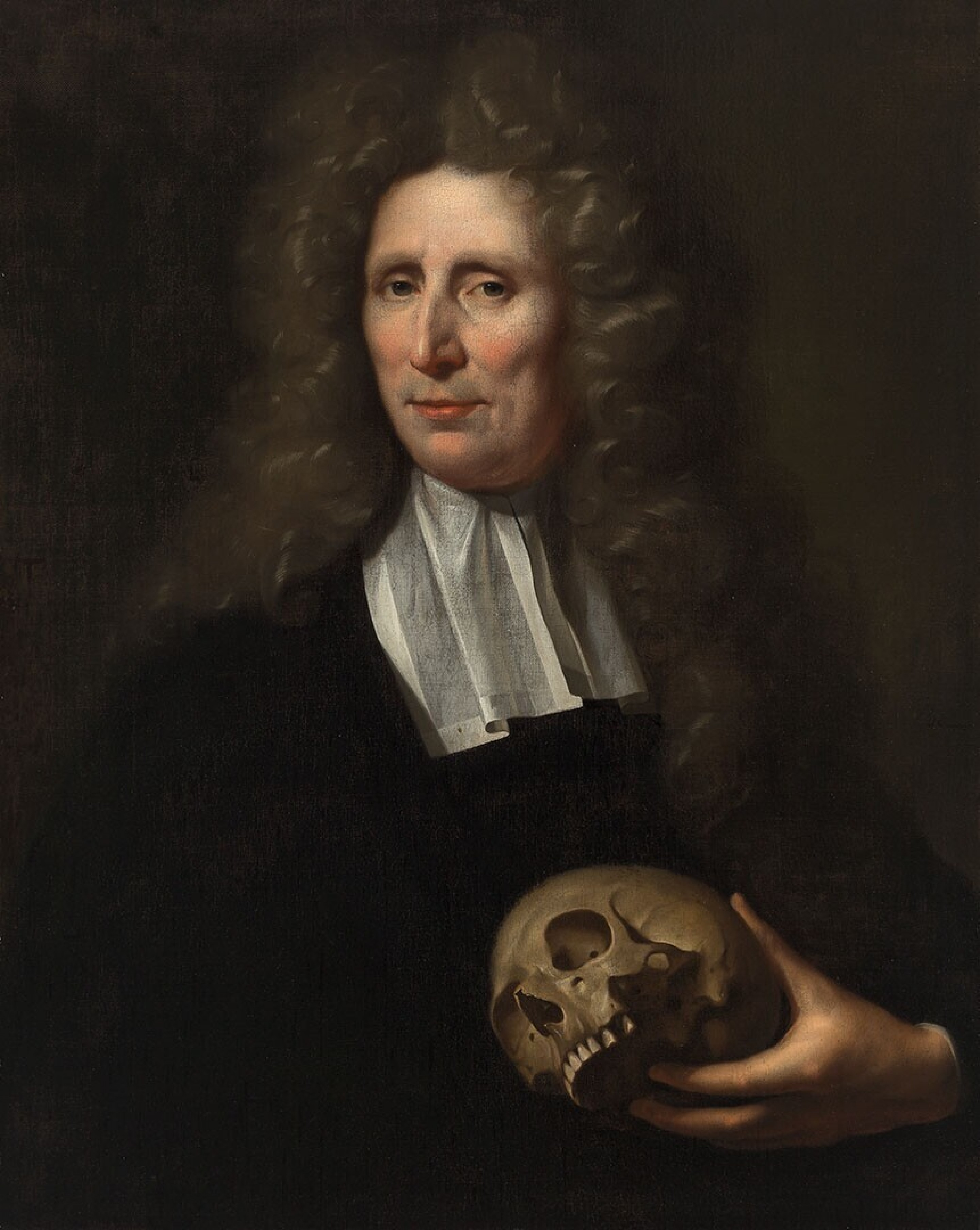
Frederik Ruysch, 1702 gemalt von seinem Schwiegersohn Juriaen Pool, Museum Boijmans Van Beuningen

Frederik Ruysch (* 23. März 1638 in Den Haag; † 22. Februar 1731 in Amsterdam) war ein niederländischer Anatom und Botaniker sowie Geburtshelfer und Gerichtsmediziner. Er entwickelte spezielle Injektionsverfahren für anatomische Präparate. Sein offizielles botanisches Autorenkürzel lautet „Ruysch“.

## Leben

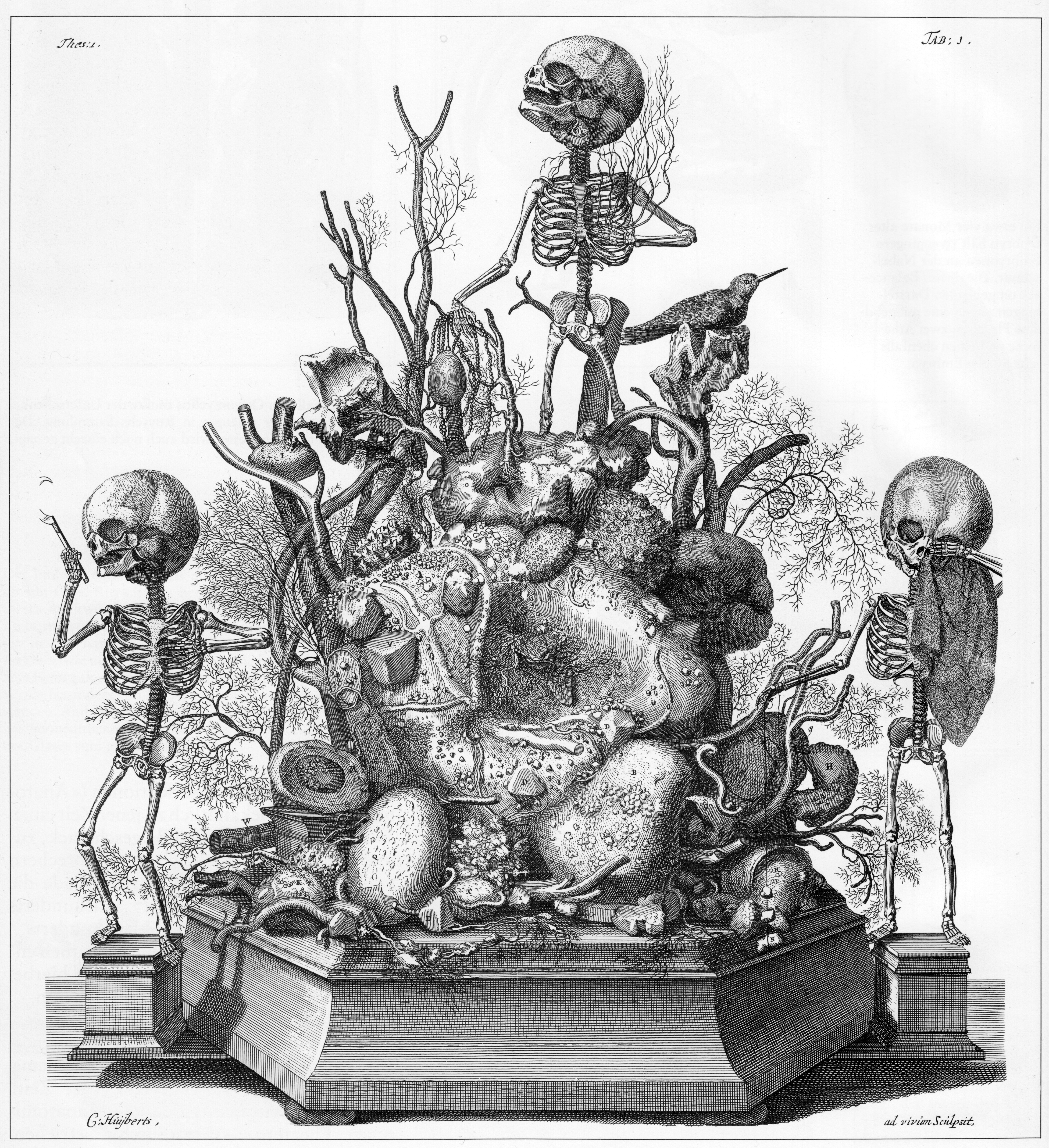
Abbildung eines Vanitas-Dioramas von Frederik Ruysch

Frederik Ruysch war der Sohn eines Staatsbeamten, machte eine Lehre als Apotheker und eröffnete 1661 in Den Haag eine Apotheke. Er stellte anatomische Untersuchungen an für ihn von Totengräbern beschafften Leichen an und entschloss sich, Mediziner zu werden.
Ruysch studierte dann Medizin an der Universität Leiden bei Johannes van Horne (1621–1670), Franciscus Sylvius und Florentius Schuyl (1619–1669). 1664 wurde er zum Dr. med. promoviert.
Er betrieb anschließend eine Arztpraxis in Den Haag, wo er auch zahlreiche an der Pest Erkrankte behandelte.
Von der Amsterdamer Chirurgenzunft wurde er 1666 zum praelector anatomiae ernannt, unterrichtete in diesem Amt Chirurgen und führte öffentliche anatomische Leichenöffnungen durch. 1672 wurde er auch Dozent für Geburtshilfe bei der Amsterdamer Chirurgengilde.
Von 1672 bis 1712 war er zudem als Stadtgeburtshelfer und ab 1679 als Gerichtsmediziner in Amsterdam tätig.
1685 wurde er Professor für Botanik am Athenaeum Illustre Amsterdam und erster Direktor des Botanischen Gartens, Hortus Medicus Amstelodamensis. Er hielt Vorlesungen für Chirurgen und Apotheker. Dem angehenden Wissenschaftler Lorenz Heister konnte Ruysch die für dessen Ausbildung in Anatomie und Chirurgie erforderlichen Leichen beschaffen.

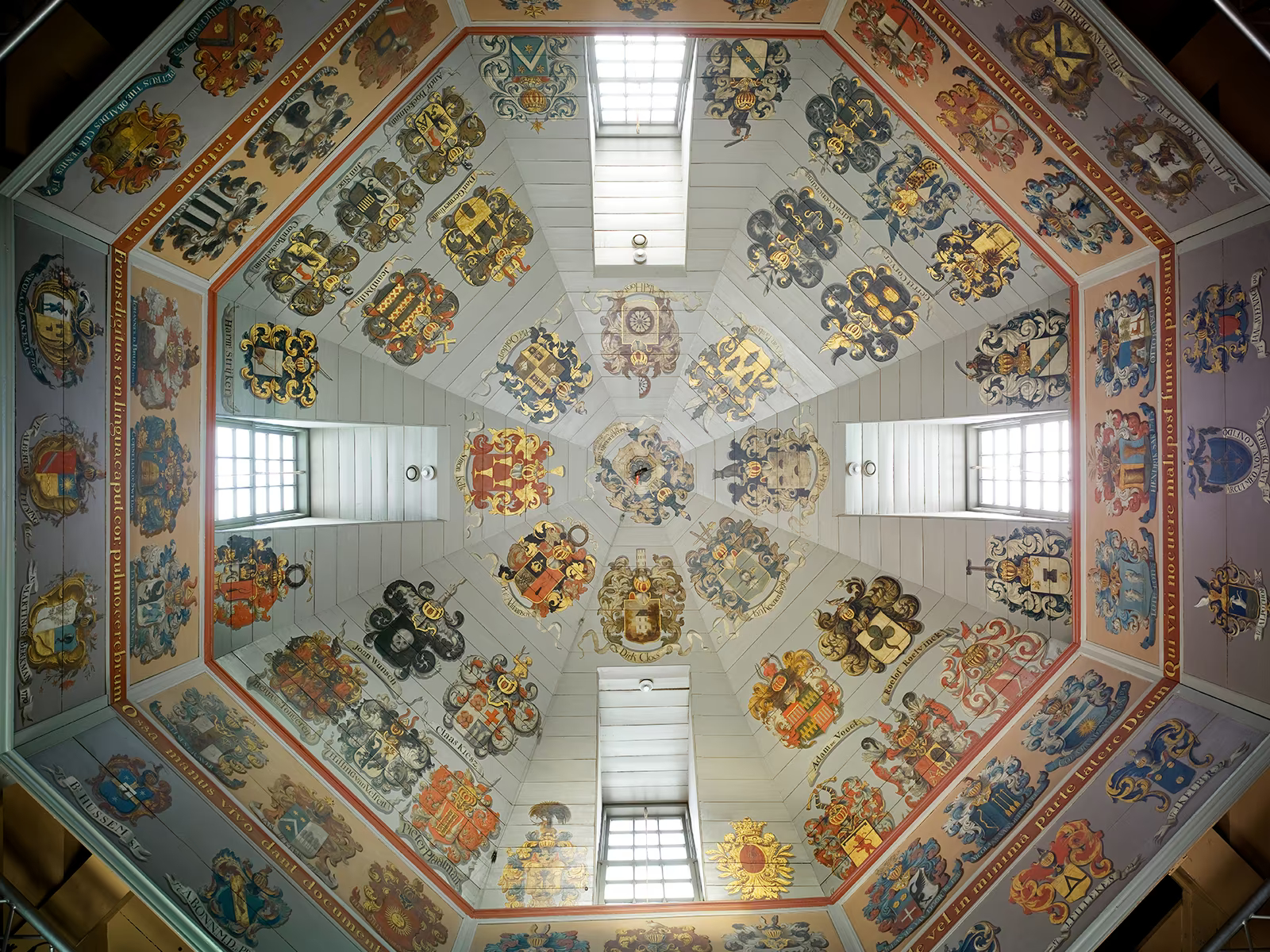
Kuppeldecke des Anatomischen Theaters mit den Wappen der Chirurgen, erbaut 1691

Frederik Ruysch war Mitglied der Amsterdamer Chirurgen- und Barbierzunft die ihr Zunfthaus in der Waag hatte. Dort gab es ein Anatomischen Theater. Für das Sezieren wurde ein heller, kühler Raum mit guter Belüftung benötigt. Daher stockte die Chrirurgenzunft von 1690 bis 1691  einen großen Saal mit einer Kuppel auf, der von einem achteckigen Turm gekrönt ist. Die treibende Kraft hinter dem Kuppelsaal war Frederik Ruysch. Der Kuppelsaal war zum Experimentieren, Beobachten, Lernen und als Hörsaal gedacht. Die Kuppeldecke ist mit den Wappen von Mitgliedern der Amsterdamer Chirurgenzunft. Ruyschs Wappen ist im Zentrum der Kuppel zu sehen.
Neben vielen anderen Themen beschäftigte sich Ruysch auch mit Fragen der Leichenkonservierung und der Herstellung anatomischer Präparate. Er injizierte eine Mischung von Talg, weißem Wachs und Zinnober ins Gefäßsystem und legte seine Präparate dann in Alkohol ein, dem schwarzer Pfeffer zugefügt wurde. Der durch Alkohol präparierte Körper war so lange vor Fäulnis geschützt, bis der Alkohol verdunstet war. Er machte sich auch um die  Erforschung des Lymphsystems verdient und entdeckte die Klappen im Lymphsystem.
Seine Tochter, die Malerin Rachel Ruysch, heiratete den Maler Juriaen Pool (1666–1745).

## Ehrungen
Am 1. August 1705 wurde er mit dem akademischen Beinamen Philotimus zum Mitglied (Matrikel-Nr. 266) der Leopoldina gewählt. 1715 wurde er zum Mitglied (Fellow) der Royal Society gewählt. 1699 wurde er korrespondierendes Mitglied der Académie des sciences und 1727 als Nachfolger von Isaac Newton auswärtiges Mitglied (associé étranger).
Nikolaus Joseph von Jacquin benannte ihm zu Ehren die Gattung Ruyschia aus der Pflanzenfamilie der Marcgraviaceae. Auch der Nordische Drachenkopf (Dracocephalum ruyschiana) aus der Familie der Lippenblütler (Lamiaceae) trägt seinen Namen.

## Schriften

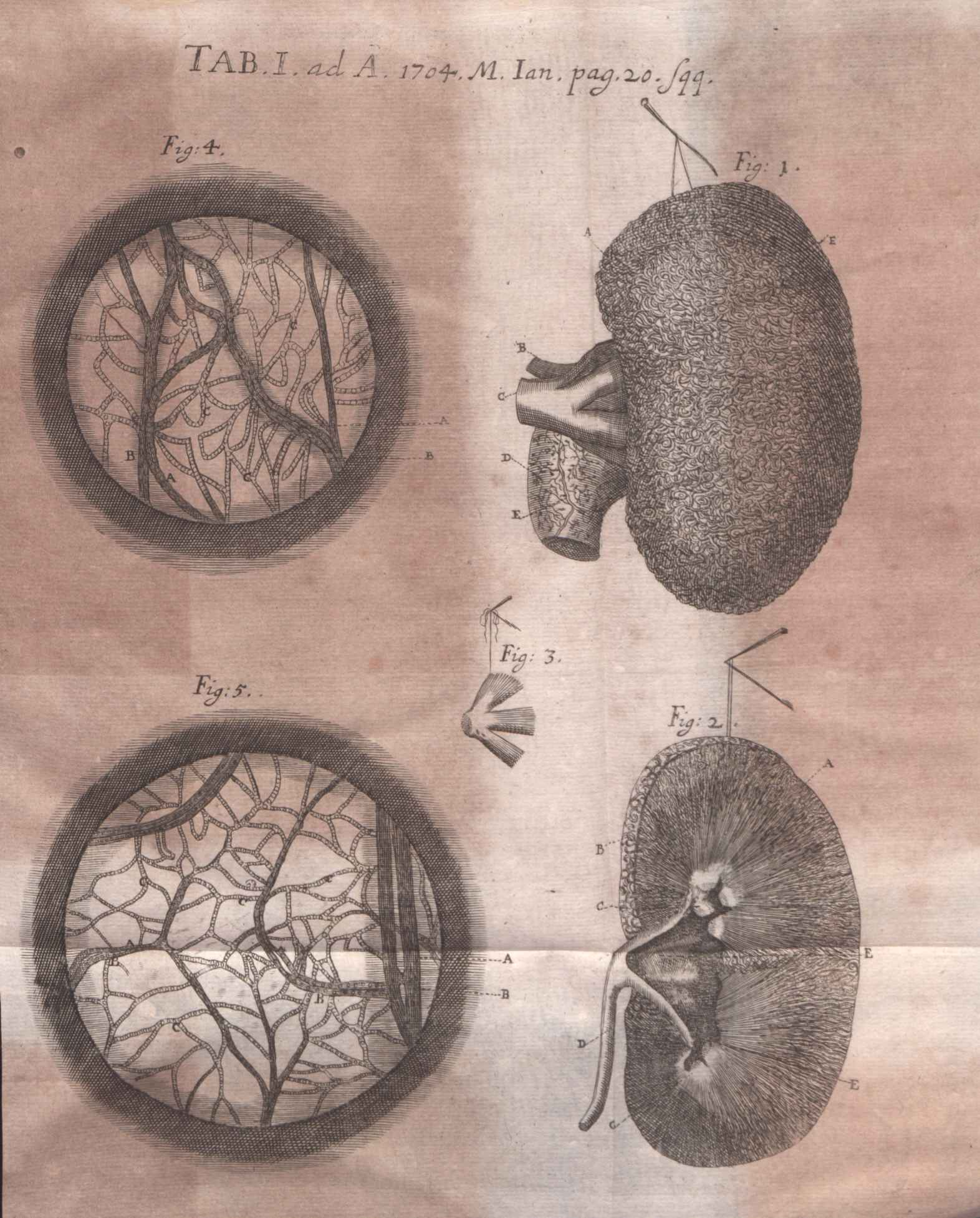
Illustration einer Rezension des Thesaurus anatomicus (Nova Acta Eruditorum, 1739)

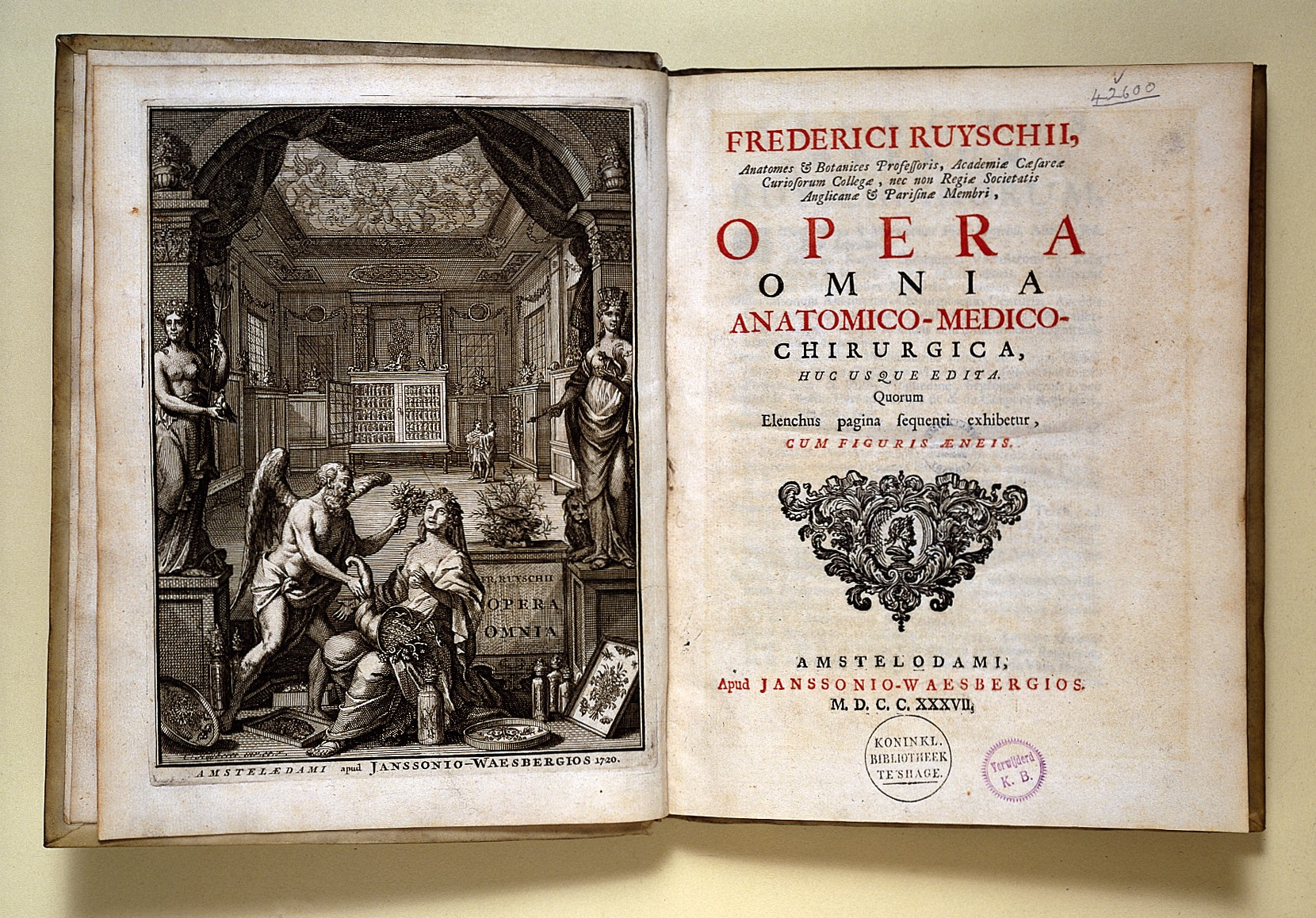
Opera omnia anatomico-medico

- Disputatio medica inauguralis de pleuritide. Dissertation, Leiden 1664.
- Dilucidatio valvularum in vasis lymphaticis et lacteis. Hagae-Comitiae, ex officina H. Gael, Den Haag 1665; Leiden 1667; Amsterdam 1720; 2. Auflage 1742.
- Museum anatomicum Ruyschianum, sive catalogus rariorum quae in Authoris aedibus asservantur. Amsterdam 1691. 2. Auflage  1721; 3. Auflage 1737.
- Catalogus Musaei Ruyschiani. Praeparatorum Anatomicorum, variorum Animalium, Plantarum, aliarumque Rerum Naturalium. Janssonio-Waesbergios, Amsterdam 1731.
- Observationum anatomico-chirurgicarum centuria. Amsterdam 1691; 2. Auflage 1721; 3. Auflage 1737.
- Epistolae anatomicae problematicae. 14 Bände. Amsterdam, 1696–1701.
- Het eerste Anatomisch Cabinet. Johan Wolters, Amsterdam 1701
- Thesaurus anatomicus. 10 Delen. Johan Wolters, Amsterdam 1701–1716.
- Adversarium anatomico-medico-chirurgicorum decas prima. Amsterdam 1717.
- Curae posteriores seu thesaurus anatomicus omnium precedentium maximus. Amsterdam 1724.
- Thesaurus animalium primus. Amsterdam, 1728. 18: Amsterdam, 1710, 1725.
- Curae renovatae seu thesaurus anatomicus post curas posteriores novus. Amsterdam 1728.
- Gemeinsam mit Herman Boerhaave: Opusculum anatomicum de fabrica glandularum in corpore humano. Leiden 1722; Amsterdam 1733.
- Tractatio anatomica de musculo in fundo uteri. Amsterdam 1723.
- Opera omnia. 4 Bände. Amsterdam, 1721.
- Opera omnia anatomico-medico-chirurgica huc usque edita. 5 Bände. Amsterdam 1737.
- Herbarivm Rvyschianvm. In: Mvsei Imperialis Petropolitani, vol. 1, pars secvnda. Petropolitanae [St. Petersburg] 1745.